# یاکوشیما

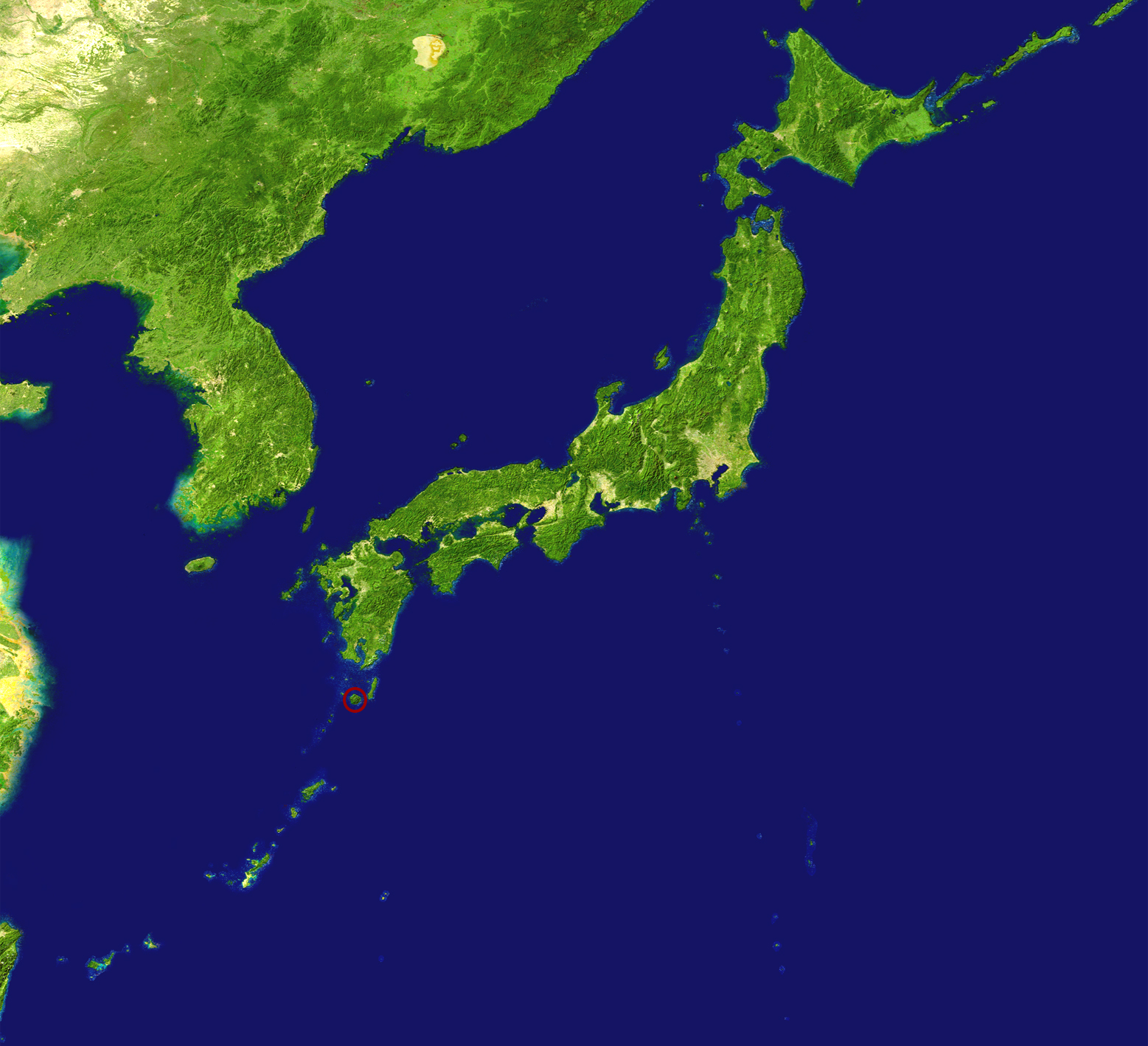
یاکوشیما

یاکوشیما (屋久島) یکی از جزایر اوسامی است که دارای ۵۰۰ کیلومتر مربع وسعت و ۱۵۰۰۰ نفر جمعیت می‌باشد و در جنوب کیوشو در کاگوشیمای ژاپن واقع شده‌است . تنگه وینسنس ( یاکوشیما کایکیو ) آن را از تانگاشیما جدا می‌کند . مرتفع‌ترین نقطه این جزیره، میانورا – دک با ارتفاع ۱۹۳۵ متر ( ۶۳۶۰ فوت ) است . جزیره، پوشیده از جنگل‌های انبوهی ست که به خاطر وجود درخت‌های طولانی عمر کریپتومریا که در ژاپن با نام سوگی شناخته می‌شوند، مورد توجه قرار گرفته‌است .این جزیره در سال ۱۹۹۳ در فهرست میراث جهانی یونسکو به ثبت رسید.